# Liste der Biografien/Duc
Liste der Biografien |
Portal Biografien |
Personensuche
# |
A |
B |
C |
D |
E |
F |
G |
H |
I |
J |
K |
L |
M |
N |
O |
P |
Q |
R |
S |
T |
U |
V |
W |
X |
Y |
Z |
?
 
Da |
Db |
Dc |
Dd |
De |
Dg |
Dh |
Di |
Dj |
Dk |
Dl |
Dm |
Dn |
Do |
Dq |
Dr |
Ds |
Du |
Dv |
Dw |
Dy |
Dz
 
Dua |
Dub |
Duc |
Dud |
Due |
Duf |
Dug |
Duh |
Dui |
Duj |
Duk |
Dul |
Dum |
Dun |
Duo |
Dup |
Duq |
Dur |
Dus |
Dut |
Duu |
Duv |
Duw |
Dux |
Duy |
Duz
Die Liste der Biografien führt alle Personen auf, die in der deutschsprachigen Wikipedia einen Artikel haben. Dieses ist eine Teilliste mit 306 Einträgen von Personen, deren Namen mit den Buchstaben „Duc“ beginnt.

## Duc
- Dục Đức (1852–1883), vietnamesischer Kaiser, fünfter Kaiser der Nguyễn-Dynastie (1883)
- Duc Goninaz, Michel (1933–2016), französischer Esperantist
- Duc, Gabriel (1932–2021), Schweizer Kinderarzt und Professor für Neonatologie
- Duc, Philippe, franko-flämischer Komponist der Renaissance

### Duca
- Duca, Angelo (1734–1784), süditalienischer Bandit
- Duca, Aurel (1923–1992), rumänischer Politiker (PCR) und Botschafter
- Duca, Curd (* 1955), österreichischer Musiker, Komponist und Produzent von elektronischer Musik
- Duca, Gabriela (* 1994), rumänische Tennisspielerin
- Duca, Giacomo del (1520–1604), italienischer Architekt und Skulpteur
- Duca, Ion (1879–1933), rumänischer Politiker
- Duca, Michael Gerard (* 1952), US-amerikanischer Geistlicher, römisch-katholischer Bischof von Baton Rouge
- Duca, Paolo (* 1981), Schweizer Eishockeyspieler
- Ducados, Henda (* 1964), französisch-angolanische Frauenaktivistin und Entwicklungsexpertin
- Ducaju, Joseph (1823–1891), belgischer Bildhauer und Maler
- Ducancelle, Jean-Michel (* 1960), französischer Designer und Architekt
- Ducange, Victor Henri Joseph Brahain (1783–1833), französischer Dichter und Romanschriftsteller
- Ducar, Tracy (* 1973), US-amerikanische Fußballspielerin
- Ducarme, Daniel (1954–2010), belgischer Politiker, MdEP, Staatsminister
- Ducarme, Denis (* 1973), belgischer Politiker der Partei Mouvement Réformateur (MR)
- Ducarme, Jean-Louis, Tonmeister
- Ducarouge, Gérard (1941–2015), französischer Ingenieur und Rennwagen-Konstrukteur in der Formel 1
- Ducarroz, Nikita (* 1996), Schweizer BMX-Fahrerin
- Ducasse Medina, Ignacio Francisco (* 1956), chilenischer Geistlicher, römisch-katholischer Erzbischof von Antofagasta
- Ducasse, Alain (* 1956), französischer Koch und KochbuchautorAlain Ducasse (* 1956)

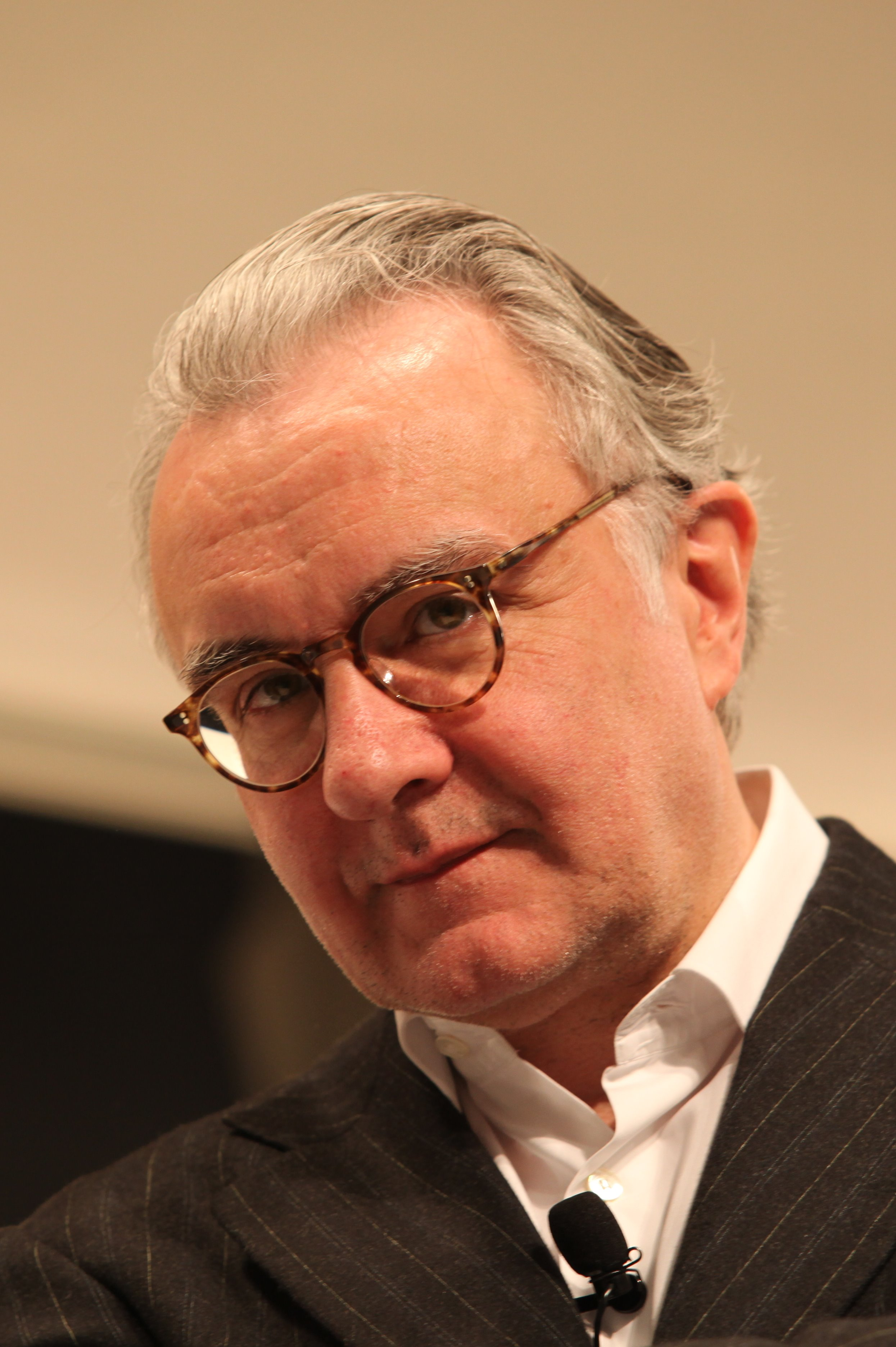
Alain Ducasse (* 1956)

- Ducasse, Jean-Pierre (1944–1969), französischer Radrennfahrer
- Ducasse, Pierre (* 1987), französischer Fußballspieler
- Ducassou-Pehau, René (1927–2006), französischer Automobilkonstrukteur
- Ducastel, Olivier (* 1962), französischer Politiker
- Ducat, Alfred (1827–1898), französischer Architekt
- Ducat, Andrew (1886–1942), englischer Cricket- und Fußballspieler
- Ducatel, Louis (1902–1999), französischer Unternehmer und Politiker
- Ducati, Antonio Cavalieri (1853–1927), italienischer Unternehmer
- Ducati, Daisy (* 1989), US-amerikanische Pornodarstellerin
- Ducati, Pericle (1880–1944), italienischer Klassischer Archäologe
- Ducati, Trenton (* 1977), US-amerikanischer Pornodarsteller
- Ducatillon, Alphonse, belgischer Tauzieher

### Ducc
- Ducceschi, Manrico (1920–1948), italienischer Partisanenführer
- Ducceschi, Raffaello (* 1962), italienischer Leichtathlet
- Ducci, Matthias (* 1969), deutscher Chemiedidaktiker und Hochschullehrer
- Duccio di Buoninsegna, italienischer Maler

### Duce
- Duce, Adam (* 1972), US-amerikanischer BassistAdam Duce (* 1972)

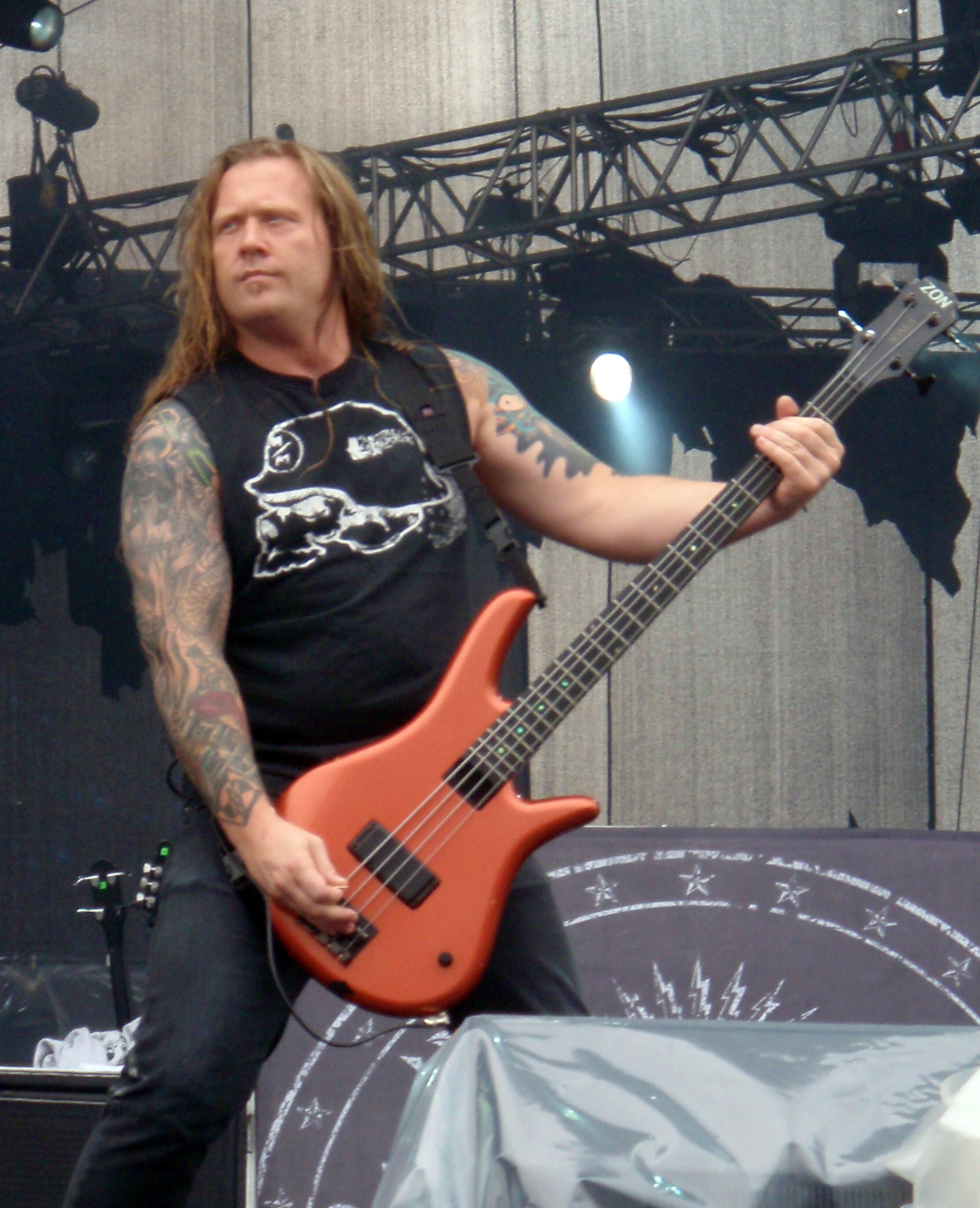
Adam Duce (* 1972)

- Ducellier, Alain (1934–2018), französischer Byzantinist
- Ducellier, Arthur-Xavier (1832–1893), französischer Bischof
- Ducenius Proculus, Gaius, Konsul 87
- Ducenius Verres, Publius, römischer Suffektkonsul (124)
- Ducenius Verres, Publius, römischer Suffektkonsul im Jahr 95
- Duceppe, Gilles (* 1947), kanadischer Politiker
- Ducete, Sebastián (* 1568), spanischer Bildhauer
- Ducey, Caroline (* 1977), französische Filmschauspielerin
- Ducey, Doug (* 1964), US-amerikanischer Politiker (Republikaner)
- Ducey, John (* 1969), US-amerikanischer Schauspieler und Drehbuchautor

### Duch
- Duch Guillot, Jaume (* 1962), spanischer EU-Beamter und Sprecher des Europäischen Parlaments
- Duch, Bronisław (1885–1980), polnischer Generalmajor und Generalinspekteur der polnischen Armee
- Duch, Karl (1898–1973), österreichischer Koch, Kochlehrer und Koch- und Lehrbuchautor
- Duch, Karl (* 1914), deutscher Fußballspieler
- Duch, Max (1905–1988), deutscher Chemiker und Nationalpreisträger der DDR
- Duch, Miroslav (* 1979), tschechischer Skibergsteiger
- Duch, Oswald (1918–2000), deutscher Marineoffizier
- Duchâble, François-René (* 1952), französischer Pianist
- Duchač, Josef (* 1938), deutscher Politiker (CDU), MdLJosef Duchač (* 1938)

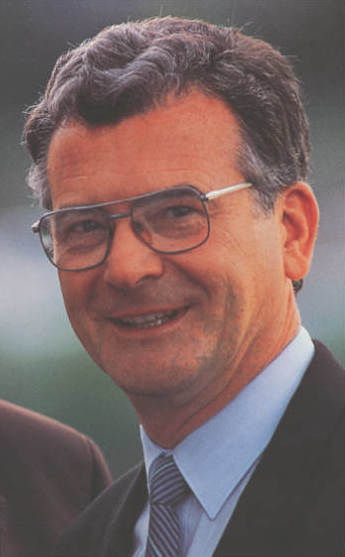
Josef Duchač (* 1938)

- Ducháček, Otto (1910–1993), tschechischer Romanist und Sprachwissenschaftler
- Ducháčková, Gabriela (* 1993), tschechische Grasskiläuferin
- Ducháčková, Michaela (* 1990), tschechische Grasskiläuferin
- Duchamp, Alexina (1906–1995), US-amerikanische Kunsthändlerin und zweite Ehefrau von Marcel Duchamp
- Duchamp, Christine (* 1974), französische Eishockeyspielerin und -trainerin
- Duchamp, Marcel (1887–1968), französisch-amerikanischer Maler und ObjektkünstlerMarcel Duchamp (1887–1968)

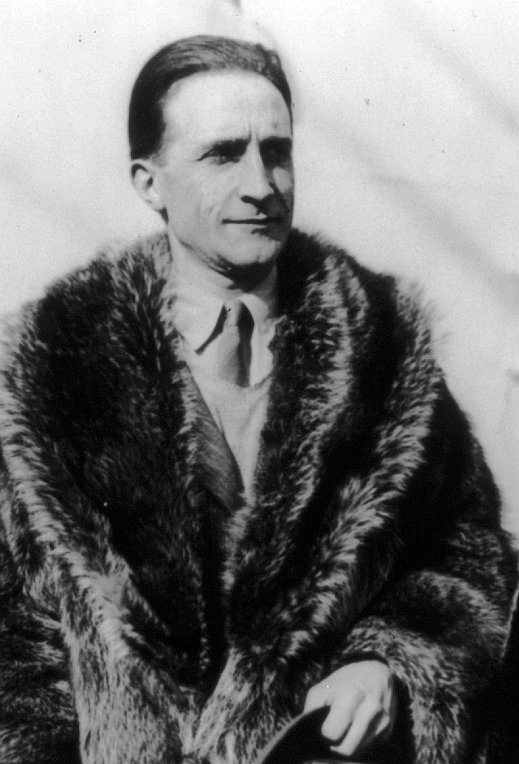
Marcel Duchamp (1887–1968)

- Duchamp, Suzanne (1889–1963), französische Malerin
- Duchamp-Villon, Raymond (1876–1918), französischer Maler und Bildhauer
- Ducharme, Dominique (1840–1899), kanadischer Pianist, Organist und Musikpädagoge
- Ducharme, Dominique (* 1973), kanadischer Eishockeyspieler und -trainer
- Ducharme, Réjean (1941–2017), kanadischer Schriftsteller und Dramatiker
- Duchartre, Pierre Étienne Simon (1811–1894), französischer Botaniker
- Duchâteau, Alexis (1714–1792), französischer Apotheker
- Duchâteau, André-Paul (1925–2020), belgischer Comicautor
- Duchâteau, Netta (1910–1994), belgische Schönheitskönigin
- Duchâtel, Charles Marie Tanneguy (1803–1867), französischer Politiker
- Duchatel, Marie († 1692), flämische Malerin Porträt- und Miniaturmalerin
- Duchatsch, Ferdinand (1835–1887), österreichischer Jurist und Politiker
- Duchatsch, Thiago (* 1997), brasilianisch-deutscher Fußballspieler
- Duchaufour-Lawrance, Noé (* 1974), französischer Innenarchitekt und Designer
- Duchaussoy, Fernand (* 1942), französischer Fußballfunktionär
- Duchaussoy, Michel (1938–2012), französischer SchauspielerMichel Duchaussoy (1938–2012)

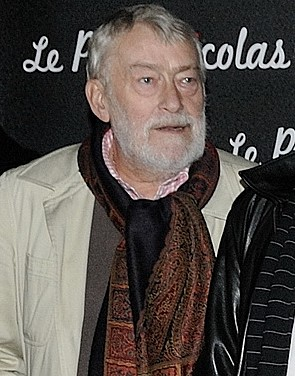
Michel Duchaussoy (1938–2012)

- Ducheix, Franck (* 1962), französischer Säbelfechter
- Duchek, Adalbert (1824–1882), österreichischer Internist und Pathologe
- Duchemin († 1754), französischer Schauspieler und Notar
- Duchemin, Angélique (1991–2017), französische Boxerin
- Duchemin, Emmanuel (* 1979), französischer Fußballspieler (1997–2008)
- Duchemin, Marcel (* 1944), französischer Radrennfahrer
- Duchemin, Marie-Angélique (1772–1859), französische Soldatin
- Duchêne, Achille (1866–1947), französischer Landschaftsarchitekt
- Duchêne, Denis Auguste (1862–1950), französischer Offizier, zuletzt Général de division
- Duchêne, Gabrielle (1870–1954), französische Feministin und Sozialistin
- Duchêne, Gilbert-Antoine (1919–2009), französischer Geistlicher und Bischof von Saint-Claude
- Duchêne, Henri (1841–1902), französischer Gartenarchitekt
- Duchêne, Kate (* 1959), britische Schauspielerin
- Duchene, Matt (* 1991), kanadischer Eishockeyspieler
- Duchêne, Roger (1930–2006), französischer Romanist und Literaturwissenschaftler
- Duchenne, Guillaume-Benjamin (1806–1875), französischer PhysiologeGuillaume-Benjamin Duchenne (1806–1875)

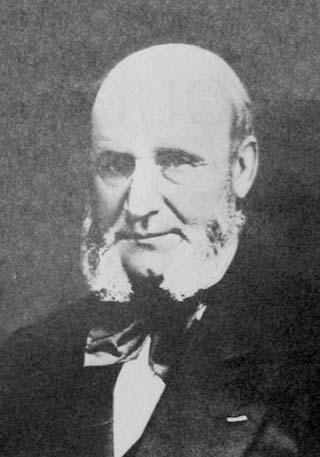
Guillaume-Benjamin Duchenne (1806–1875)

- Ducher, Claude (1820–1874), französischer Rosenzüchter
- Ducher, Gilbert, französischer Epigrammatiker
- Duchesnay, Isabelle (* 1963), französische Eiskunstläuferin
- Duchesnay, Paul (* 1961), französischer Eiskunstläufer
- Duchesne, André (1584–1640), französischer Geograph und Historiker
- Duchesne, Antoine (* 1991), kanadischer Radrennfahrer
- Duchesne, Antoine Nicolas (1747–1827), französischer Botaniker
- Duchesne, Ernest (1874–1912), französischer Arzt, Mitentdecker der Antibiose
- Duchesne, François (1616–1693), französischer Historiograf
- Duchesne, Gaétan (1962–2007), kanadischer Eishockeyspieler und -trainer
- Duchesne, Jacques Charles René (1837–1918), französischer General
- Duchesne, Joseph († 1609), französischer Alchemist und Arzt
- Duchesne, Louis (1843–1922), französischer Kirchenhistoriker
- Duchesne, Manuel (1932–2005), kubanischer Dirigent
- Duchesne, Philippine Rose (1769–1852), französische Nonne, Missionarin und Heilige
- Duchesne, Pierre (* 1940), kanadischer Beamter, Vizegouverneur von Québec
- Duchesne, Ricardo, kanadischer Geschichtssoziologe
- Duchesne, Steve (* 1965), kanadischer Eishockeyspieler
- Duchesne, Tommy (1909–1986), kanadischer Akkordeonist
- Duchesne-Guillemin, Jacques (1910–2012), belgischer Iranist
- Duchesneau, François (* 1943), kanadischer Wissenschaftshistoriker
- Duchesnois, Catherine Josephine (1777–1835), französische SchauspielerinCatherine Josephine Duchesnois (1777–1835)

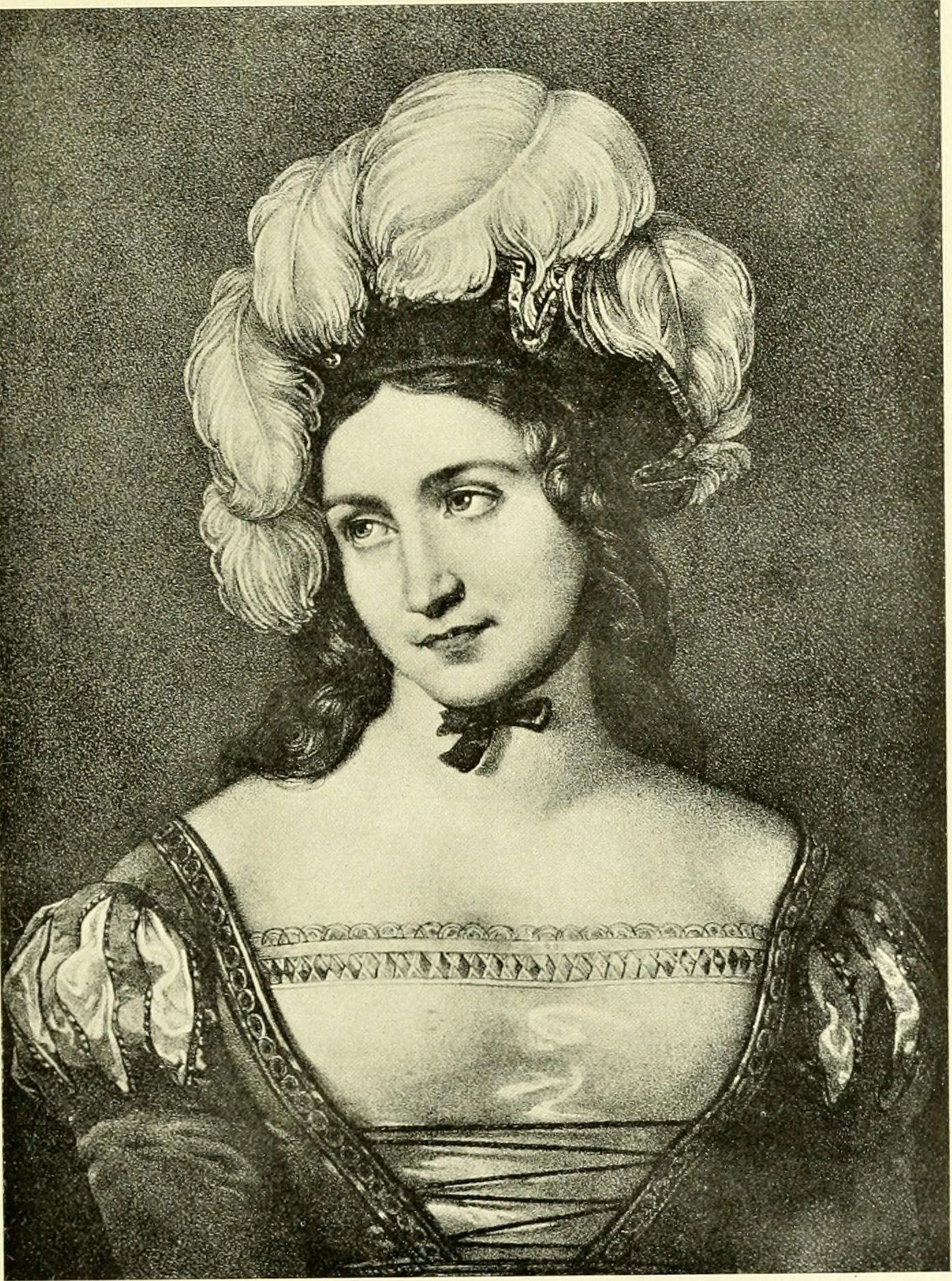
Catherine Josephine Duchesnois (1777–1835)

- Duchet, Michèle (1925–2001), französische Romanistin, Literaturwissenschaftlerin und Anthropologin
- Duchez, René (1903–1948), französischer Raumausstatter und Mitglied der Résistance im Zweiten Weltkrieg
- Duchhardt, Heinz (* 1943), deutscher Historiker
- Duchhardt-Bösken, Sigrid (1943–2004), deutsche Kunsthistorikerin und Archivarin
- Duchier, Jérémie, französischer Szenenbildner
- Duchin, Arkadi (* 1963), israelischer Popsänger, Songschreiber und Musikproduzent
- Duchin, Eddy (1910–1951), US-amerikanischer Bandleader und Pianist
- Duchková, Milena (* 1952), tschechoslowakische Wasserspringerin
- Duchkowitsch, Wolfgang (* 1942), österreichischer Bibliothekar, Publizistik- und Kommunikationswissenschaftler und Hochschullehrer
- Duchniewicz, Robert (* 1991), litauischer Politiker (LSDP)
- Duchnowa, Natallja (* 1966), belarussische Mittelstreckenläuferin
- Duchoiselle, Eugénie (1879–1966), französische Philanthropin
- Duchon, Alois (1921–1954), österreichischer Fußballspieler und -trainer
- Duchoň, Ferdinand (* 1938), tschechoslowakischer Radrennfahrer
- Duchoň, Karol (1950–1985), slowakischer SängerKarol Duchoň (1950–1985)

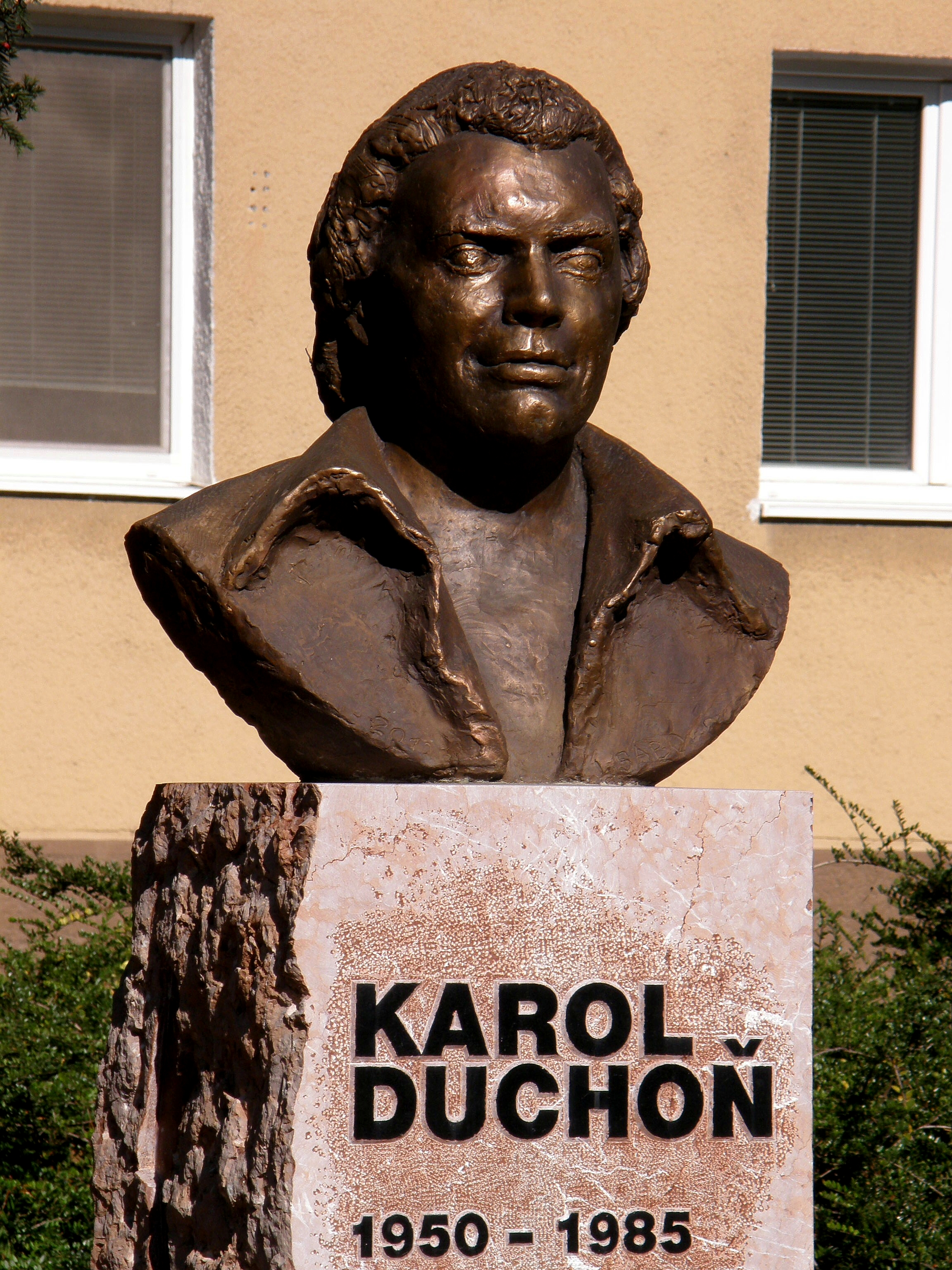
Karol Duchoň (1950–1985)

- Duchoň, Petr (* 1956), tschechischer Politiker, MdEP
- Duchonin, Nikolai Nikolajewitsch (1876–1917), Oberkommandierender der zaristischen Armee Russlands
- Duchosal, Jean-Henri (1819–1875), Schweizer Mediziner und Politiker
- Duchovny, David (* 1960), US-amerikanischer SchauspielerDavid Duchovny (* 1960)

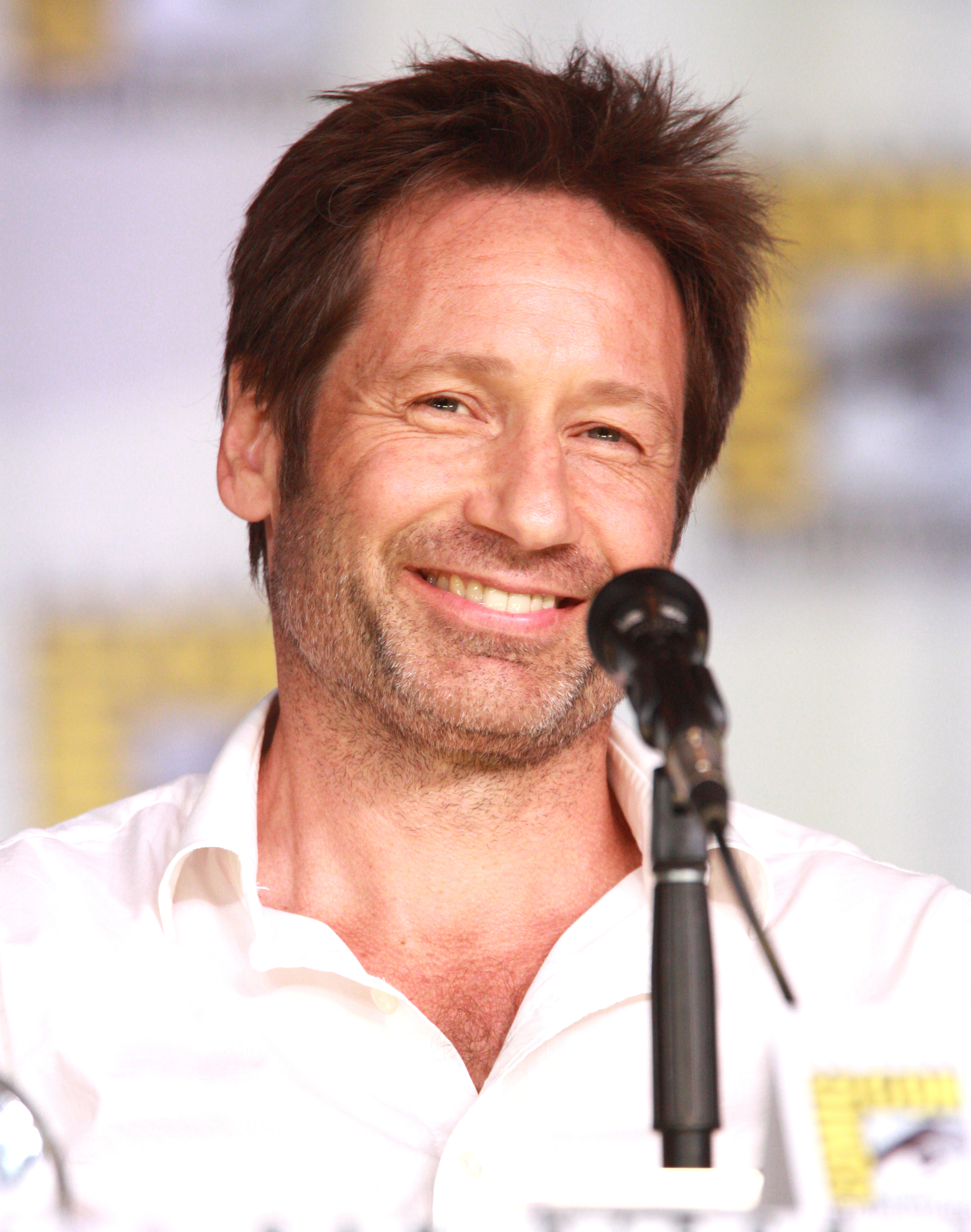
David Duchovny (* 1960)

- Duchovny, West (* 1999), US-amerikanische Schauspielerin
- Duchow, Achim (1948–1993), deutscher Maler, Bildhauer und Fotograf
- Duchow, Albert (1851–1931), deutscher Kirchenmaler und Restaurator
- Duchow, Marvin (1914–1979), kanadischer Komponist, Musikwissenschaftler und -pädagoge
- Duchowitsch, Soja Wassiljewna (1926–1991), sowjetische Sprinterin
- Duchowny, Jonah Natan (* 2005), thailändisch-US-amerikanischer Fußballspieler
- Duchowny, Micah Josiah (* 2003), thailändisch-US-amerikanischer Fußballspieler
- Duchrow, Julia (* 1971), deutsche Völker- und Menschenrechtlerin
- Duchrow, Manfred (1943–2021), deutscher Fußballspieler
- Duchrow, Ulrich (* 1935), deutscher evangelischer Theologe und Sozialethiker
- Düchs, Michael (* 1975), deutscher Filmautor, Moderator und Alpinist
- Duchscher, André (1840–1911), Autor und Industrieller
- Duchstein, Hans-Jürgen (* 1949), deutscher Chemiker, Pharmazeut und Hochschullehrer
- Düchtel, Norbert (* 1949), deutscher Organist
- Duchtew, Georgi (1885–1955), bulgarisch Architekt
- Düchting, Hajo (1949–2017), deutscher Kunsthistoriker, Autor und Maler
- Düchting, Helga (* 1937), deutsche Politikerin (SPD), MdL
- Düchting, Reinhard (1936–2018), deutscher Mittellateinischer Philologe

### Duci
- Duci, Filippa (1520–1586), Mätresse des französischen Königs Heinrich II.
- Ducia, Maria (1875–1959), sozialdemokratische Politikerin und Mitbegründerin der Frauenbewegung in Tirol
- Dučić, Jovan (1871–1943), serbisch-jugoslawischer Dichter und Diplomat
- Ducis, Benedictus († 1544), deutscher Komponist
- Ducis, Jean-François (1733–1816), französischer Lyriker und Dramatiker

### Duck
- Dück, Alexander (* 1980), deutsch-kasachischer Eishockeyspieler und -trainer
- Duck, Emma (* 1981), britische Sprinterin
- Duck, Jacob († 1667), niederländischer Maler
- Duckadam, Helmut (1959–2024), rumänischer Fußballtorhüter und -funktionärHelmut Duckadam (1959–2024)

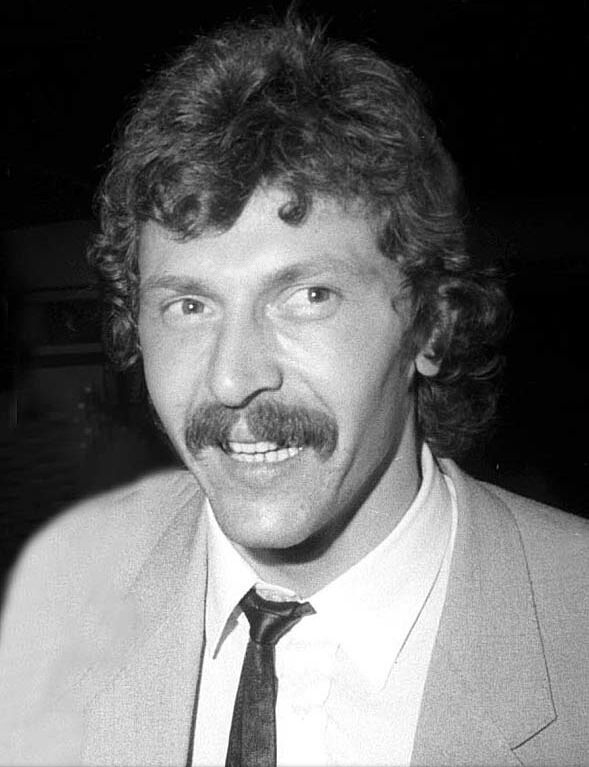
Helmut Duckadam (1959–2024)

- Duckardt, Jakob (1895–1920), deutsch-russischer römisch-katholischer Geistlicher und Märtyrer
- Duckart, Joachim (1898–1952), deutscher Agrarwissenschaftler und SS-Führer
- Duckart, Peter (1895–1921), deutsch-russischer römisch-katholischer Geistlicher und Märtyrer
- Ducke, Elfriede (1925–2015), deutsche Bildhauerin und Tierplastikerin
- Ducke, Karl-Heinz (1941–2011), deutscher katholischer Priester, Moraltheologe und Bürgerrechtler
- Ducke, Peter (* 1941), deutscher FußballspielerPeter Ducke (* 1941)

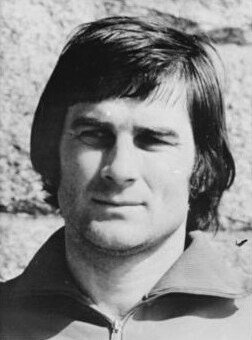
Peter Ducke (* 1941)

- Ducke, Roland (1934–2005), deutscher Fußballspieler und -trainer
- Ducke, Rudolf (1918–2012), deutscher Unternehmer
- Dückel, Georg Wilhelm (1836–1882), deutscher Gewürzkrämer und Politiker, MdHB
- Duckel, Herbort, Bürgermeister von Bremen
- Dücker, Bernhard Adolf von (1671–1738), kurfürstlicher Amtsträger, Diplomat sowie montanindustrieller Unternehmer
- Dücker, Berthold (* 1947), deutscher Journalist
- Dücker, Elisabeth von (1946–2020), deutsche Kunsthistorikerin und Museumskuratorin
- Dücker, Eugen (1841–1916), deutsch-estnischer Maler
- Dücker, Folkert (* 1980), deutscher Schauspieler, Sprecher und Regisseur
- Dücker, Franz Anton von (1700–1752), Priester und Domherr in Köln
- Dücker, Franz Fritz von (1827–1892), deutscher Politiker, MdR
- Dücker, Georg (* 1949), deutscher Dirigent, Komponist und Musikpädagoge
- Ducker, George (1871–1952), deutscher Fußballspieler
- Dücker, Hans Peter (1948–2013), deutscher Bauingenieur
- Dücker, Hans-Gerd von (1942–2022), deutscher Jurist und Richter
- Dücker, Heinrich (1597–1667), deutscher Benediktiner, Abt von Werden und Helmstedt
- Dücker, Hermann (1591–1670), kurfürstlicher Verwaltungsbeamter
- Dücker, Johann Friedrich (1826–1917), deutscher Lehrer und Schriftsteller
- Dücker, Marie (1847–1947), deutschbaltische Malerin und Kunstlehrerin
- Dücker, Martin (* 1951), deutscher katholischer Kirchenmusiker und Sänger
- Ducker, Sophie Charlotte (1909–2004), deutsch-australische Botanikerin
- Dücker, Theodor von (1791–1866), deutscher Guts- und Fabrikbesitzer und Politiker
- Dücker, Werner (1887–1945), deutscher Kunstsammler
- Dücker, Wilhelm Lothar Bernhard von (1642–1689), Gesandter
- Dücker, Willi (1943–1993), deutscher Fußballspieler
- Dückerhoff, Jürgen von (* 1973), deutscher bildender Künstler und Grafiker
- Dückers, Alexander (1939–2024), deutscher Kunsthistoriker
- Dückers, Tanja (* 1968), deutsche Schriftstellerin und Journalistin
- Duckert, Hardy (1964–2022), deutscher Fußballspieler
- Duckert, Preben, dänischer Radrennfahrer
- Duckert, Roman (* 2002), deutscher Radrennfahrer
- Dückert, Thea (* 1950), deutsche Politikerin (Bündnis 90/Die Grünen), MdL, MdB
- Duckesz, Eduard (1868–1944), Rabbiner in Hamburg-Altona
- Duckett, Ben (* 1994), englischer Cricketspieler
- Duckett, Eleanor (1880–1976), britische Mediävistin und Altphilologin
- Duckett, Richard (1885–1972), kanadischer Lacrosse- und Eishockeyspieler
- Ducki, Antje (* 1960), deutsche Psychologin
- Ducksch, Marvin (* 1994), deutscher FußballspielerMarvin Ducksch (* 1994)

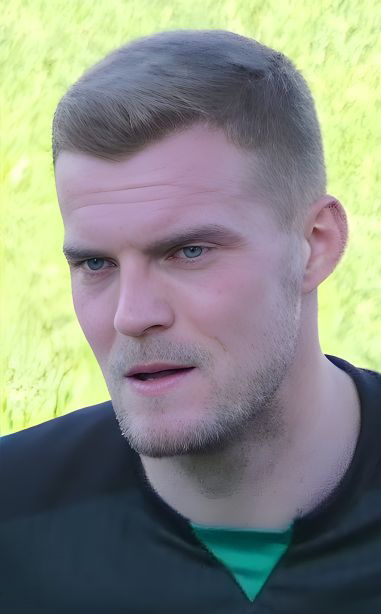
Marvin Ducksch (* 1994)

- Duckstein, Albert (1897–1960), deutscher Politiker (NSDAP)
- Dückstein, Andreas (1927–2024), österreichischer Schachspieler
- Ducksworth, Yvonne (* 1967), kanadische Sängerin, Schauspielerin und Moderatorin
- Duckwitz, Amelie (* 1977), deutsche Hochschulprofessorin und Medienwissenschaftlerin
- Duckwitz, Arnold (1802–1881), deutscher Politiker, Senator und Bürgermeister in Bremen, Reichsminister für Handel und Marine
- Duckwitz, Edmund (* 1949), deutscher Diplomat
- Duckwitz, Eike (* 1980), deutscher Hockeyspieler
- Duckwitz, Georg Ferdinand (1904–1973), deutscher DiplomatGeorg Ferdinand Duckwitz (1904–1973)

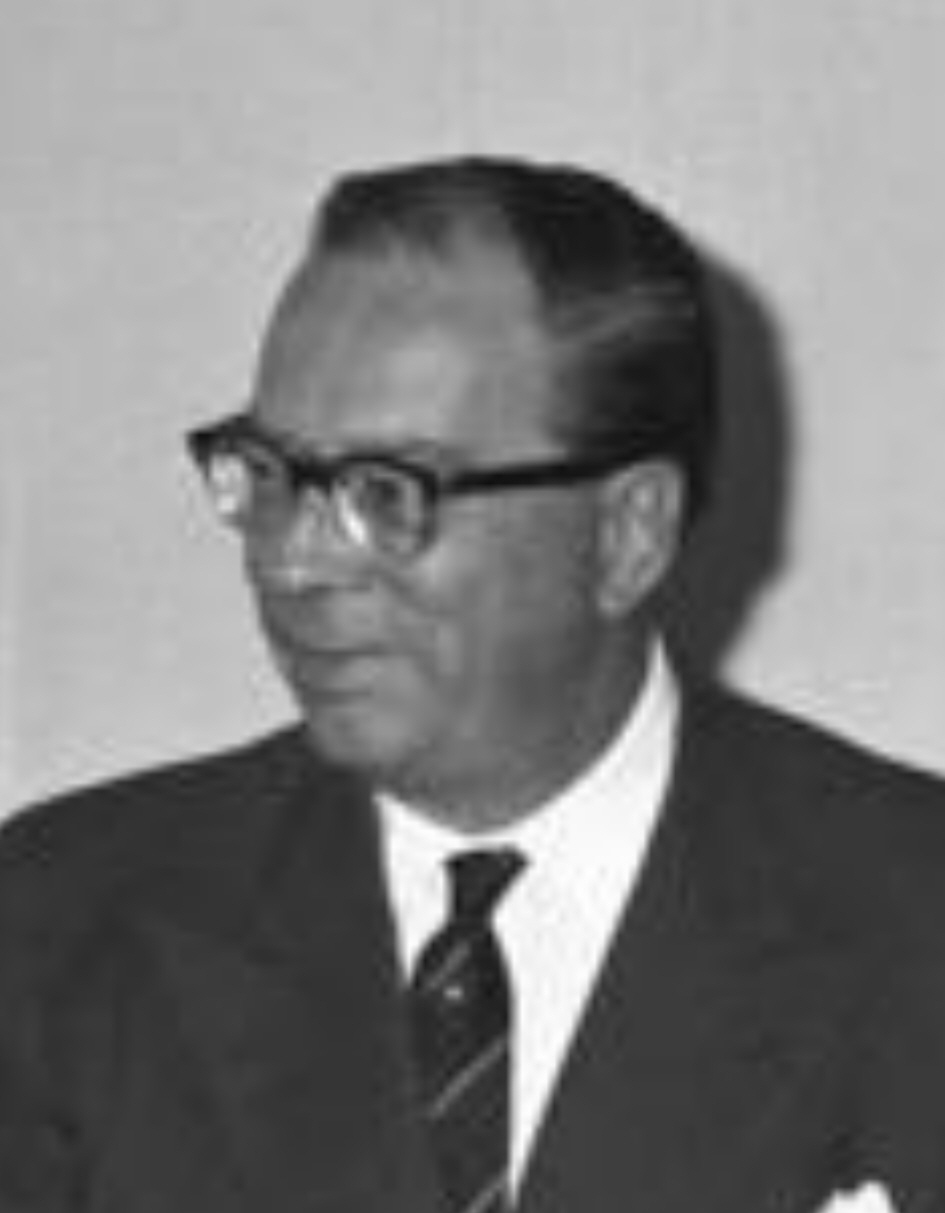
Georg Ferdinand Duckwitz (1904–1973)

- Duckwitz, Richard (1886–1972), deutscher Politiker (DDP, NSDAP, DP, GDP), MdBB und Bremer Bürgermeister
- Duckworth, Alexandra (* 1987), kanadische Snowboarderin
- Duckworth, Angela (* 1970), US-amerikanische Psychologin
- Duckworth, Dick (1878–1954), englischer Fußballspieler
- Duckworth, Herbert Spencer (1900–1990), US-amerikanischer Militär; Vizeadmiral der Amerikanischen Marine
- Duckworth, James (* 1992), australischer Tennisspieler
- Duckworth, John Thomas († 1817), britischer Admiral
- Duckworth, Keith (1933–2005), britischer Ingenieur
- Duckworth, Kevin (1964–2008), US-amerikanischer Basketballspieler
- Duckworth, Muriel (1908–2009), kanadische Pazifistin
- Duckworth, Tammy (* 1968), US-amerikanische Politikerin
- Duckworth, Teddy, englischer Fußballspieler und -trainer
- Duckworth, Tim (* 1996), britischer Zehnkämpfer
- Duckworth, William H. (1885–1970), US-amerikanischer Politiker

### Ducl
- Duclair, Anthony (* 1995), kanadischer Eishockeyspieler
- Duclaux, Émile (1840–1904), französischer Mikrobiologe, Physiker und Chemiker
- Duclaux, Jacques (1877–1978), französischer Biochemiker und Chemiker (Physikalische Chemie)
- Duclerc, Charles (1813–1888), französischer Staatsmann
- Duclos, Charles Pinot (1704–1772), französischer Autor, Historiker und Enzyklopädist
- Duclos, Jacques (1896–1975), französischer kommunistischer Politiker, Mitglied der Nationalversammlung
- Duclos, Jean-Yves (* 1965), kanadischer Wirtschaftswissenschaftler
- Duclos, Mademoiselle (1670–1748), französische Schauspielerin
- Duclos, Michel (* 1949), französischer Botschafter
- Duclos, Nicole (* 1947), französische Leichtathletin
- Duclos, Pierre-Ludovic (* 1986), kanadischer Tennisspieler
- Duclos, Sylvain (* 1978), französischer Snowboarder
- Duclos-Lassalle, Gilbert (* 1954), französischer RadrennfahrerGilbert Duclos-Lassalle (* 1954)

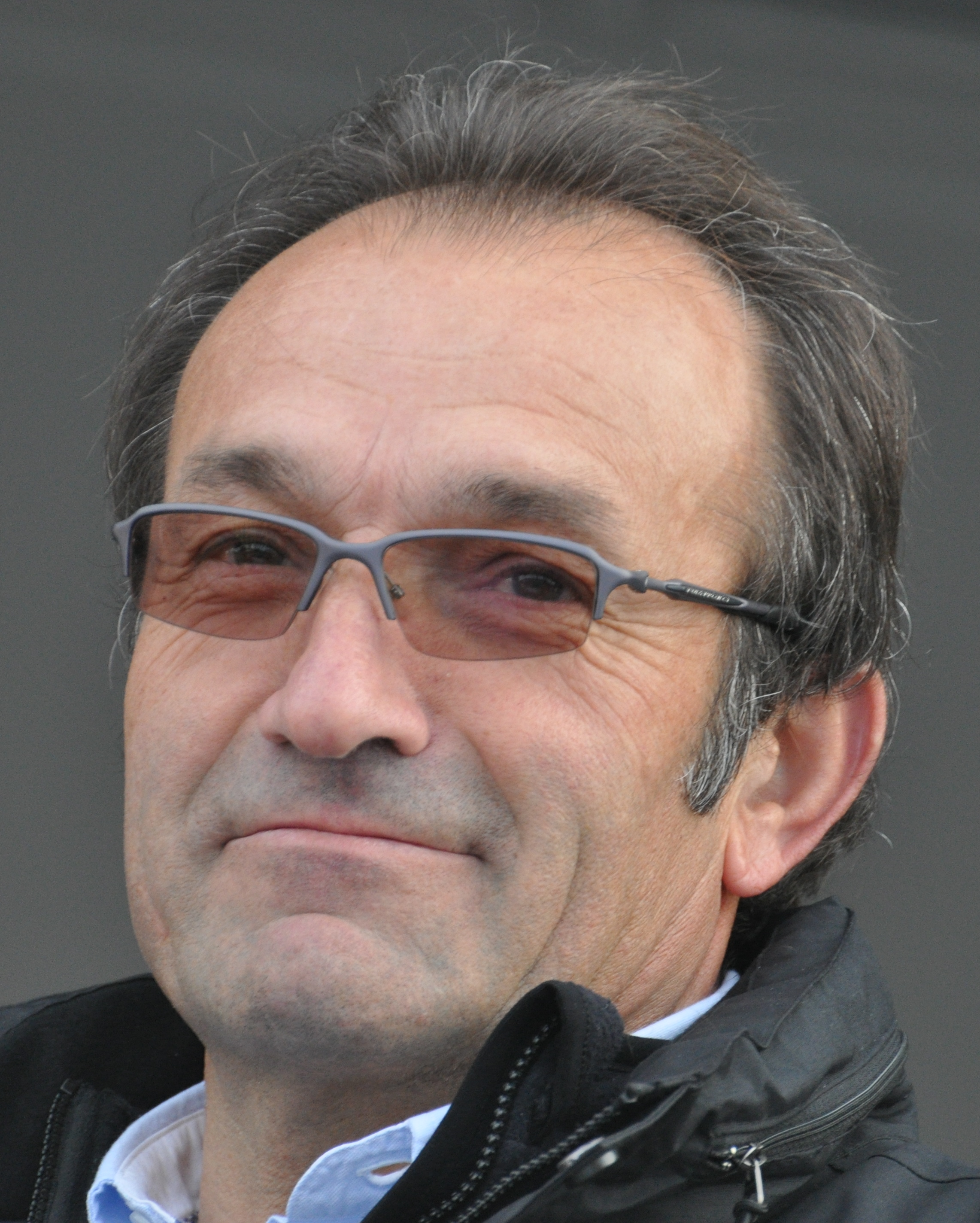
Gilbert Duclos-Lassalle (* 1954)

- Duclos-Lassalle, Hervé (* 1979), französischer Radrennfahrer
- Ducloux, Jean (1920–2011), französischer Koch, Gastronom und Autor

### Ducm
- Ducmanis, Kārlis (1881–1943), lettischer Rechtsanwalt, Publizist und Diplomat

### Duco
- Duco, Mike (* 1987), kanadischer Eishockeyspieler, -trainer und -funktionär
- Duco, Natalia (* 1989), chilenische Kugelstoßerin
- Ducoffre, Burkhard (* 1954), deutscher Diplomat
- Ducognon, Valérie (* 1972), französische Skibergsteigerin
- Ducol, Clément (* 1981), französischer Arrangeur, Musikproduzent und Komponist
- Ducoli, Maffeo Giovanni (1918–2012), italienischer Geistlicher, römisch-katholischer Bischof von Belluno-Feltre
- Ducommun, Dylan (* 2004), schweizerisch-senegaleischer Basketballspieler
- Ducommun, Élie (1833–1906), Schweizer Friedensnobelpreisträger
- Ducommun, Rick (1952–2015), kanadischer Schauspieler
- Ducordeau, Juliette (* 1998), französische Skilangläuferin
- Ducornet, Jean-Yves, US-amerikanischer Gitarrist
- Ducornet, Louis Joseph César (1806–1856), französischer Maler
- Ducos du Hauron, Louis (1837–1920), französischer Fotopionier der Farbfotografie
- Ducos, Clément (* 2001), französischer Hürdenläufer
- Ducos, Jean-François (1765–1793), französischer Abgeordneter des Nationalkonvents
- Ducos, Jean-Pierre (* 1934), französischer Schauspieler
- Ducos, Maurice (1904–1983), französischer Schwimmer
- Ducos, Roger (1747–1816), französischer Staatsmann
- Ducosté, Serge (1944–2024), haitianischer Fußballspieler
- Ducournau, Julia (* 1983), französische Regisseurin und DrehbuchautorinJulia Ducournau (* 1983)

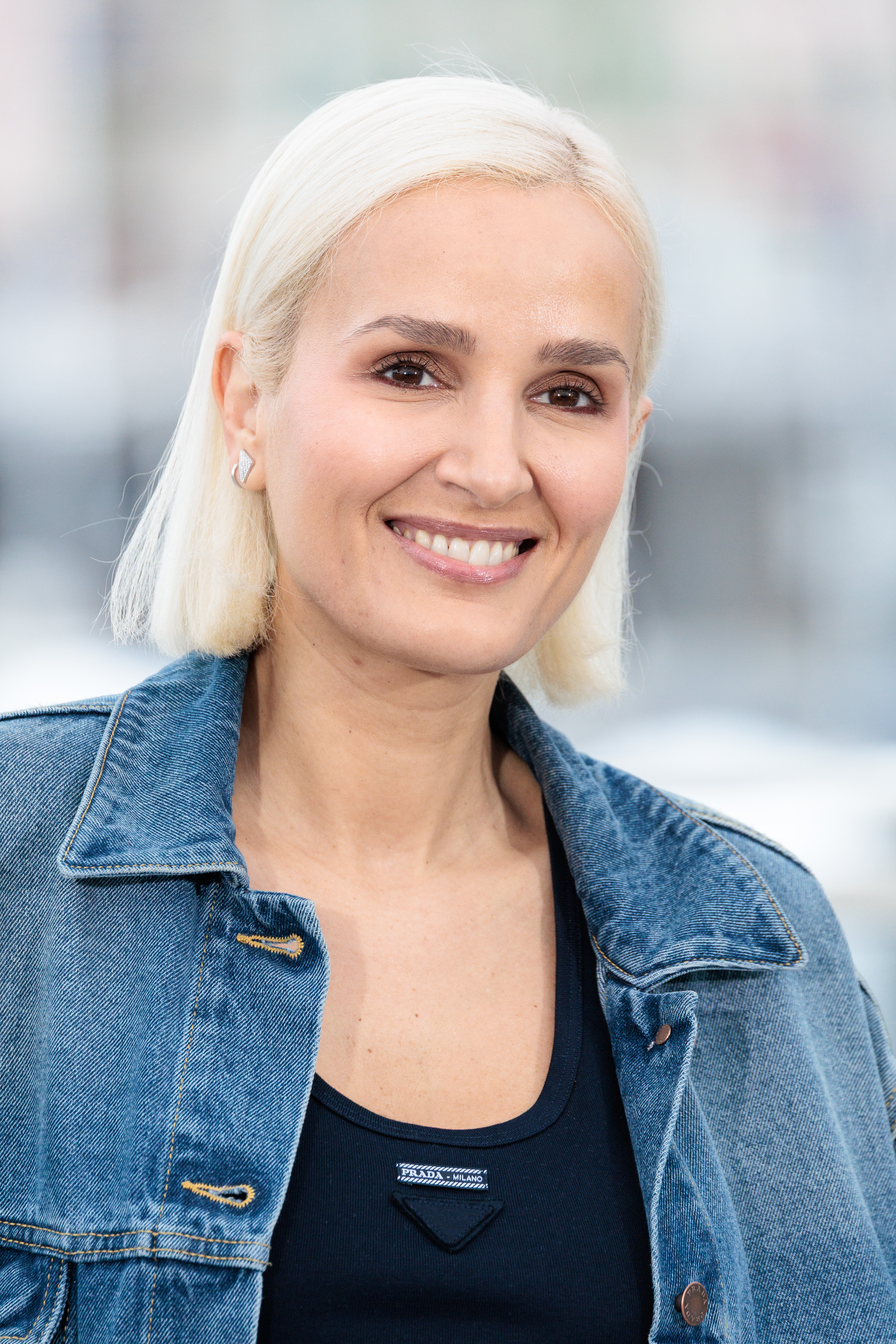
Julia Ducournau (* 1983)

### Ducq
- Ducq, Johan le († 1676), niederländischer Maler

### Ducr
- Ducray-Duminil, François-Guillaume (1761–1819), französischer Journalist und Schriftsteller
- Ducret, Schweizer Basketballspielerin
- Ducret, Bruno, französischer Jazzmusiker (Cello, Komposition)
- Ducret, Dominique (* 1943), Schweizer Politiker (CVP)
- Ducret, Jean (1887–1975), französischer Fußballspieler und Fußballtrainer
- Ducret, Jules, Schweizer Turner
- Ducret, Marc (* 1957), französischer Jazzgitarrist
- Ducret, Robert (1927–2017), Schweizer Politiker (FDP)
- Ducret, Roger (1888–1962), französischer Fechter und dreifacher Olympiasieger
- Ducret, Stéphane (* 1970), Schweizer Künstler und Galerist
- Ducretet, Eugène (1844–1915), französischer Erfinder und Industrieller
- Ducreux, Daniel (* 1947), französischer Radrennfahrer
- Ducreux, Francis (1945–2021), französischer Radrennfahrer
- Ducreux, Joseph (1735–1802), französischer PorträtmalerJoseph Ducreux (1735–1802)

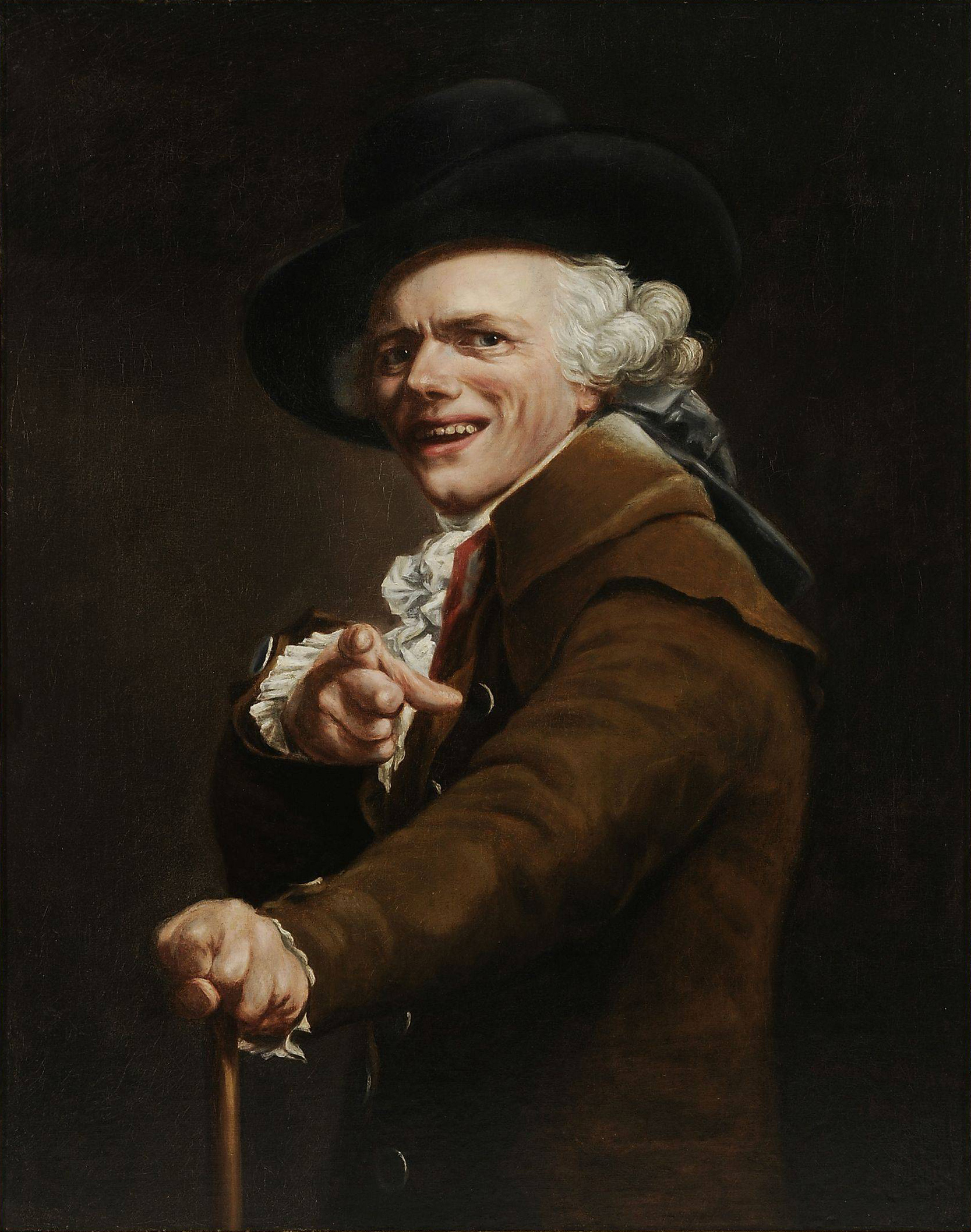
Joseph Ducreux (1735–1802)

- Ducreux, Rose-Adélaïde (1761–1802), französische Künstlerin und Musikerin
- Ducrocq, Albert (1921–2001), französischer Kybernetiker, Mathematiker und Physiker, Forscher für Künstliche Intelligenz und Wissenschaftsjournalist
- Ducros, Abraham-Louis-Rodolphe (1748–1810), Schweizer Maler, Aquarellist, Radierer, Gouachemaler und Kupferstecher
- Ducros, Anne (* 1959), französische Jazz-Sängerin
- Ducrot, Auguste-Alexandre (1817–1882), französischer General
- Ducrot, Cian (* 1997), irischer Popmusiker
- Ducrot, Giuseppe (* 1966), italienischer Bildhauer
- Ducrot, Maarten (* 1958), niederländischer Radrennfahrer
- Ducrot, Marie (1919–2001), französische Organistin
- Ducrot, Rose-Marie (* 1937), Schweizer Politikerin (CVP)
- Ducrot, Vincent (* 1962), Schweizer Manager
- Ducroz, Jan Henri (* 1971), französischer Curler
- Ducroz, Richard (* 1983), französischer Curler
- Ducruet, Daniel (* 1964), französischer Ex-Ehemann von Stéphanie von Monaco
- Ducruet, Pauline (* 1994), monegassische Designerin, Mitglied der Familie GrimaldPauline Ducruet (* 1994)

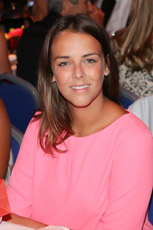
Pauline Ducruet (* 1994)

### Ducs
- Ducsay, Bob, amerikanischer Filmeditor und Filmproduzent

### Ducu
- Ducu, Ioana (* 1996), rumänische Tennisspielerin
- Ducuron, Julio (* 1946), argentinischer Maler

### Ducz
- Ducza, Anita (* 1982), ungarische Boxerin
- Duczmal, Agnieszka (* 1946), polnische Dirigentin und Gründerin des Posener Amadeus-Orchesters
- Duczyńska, Ilona (1897–1978), ungarisch-kanadische Widerstandskämpferin, Journalistin, Übersetzerin und Historikerin
- Duczynska, Irma von (1869–1932), österreichisch-deutsche Bildhauerin und Malerin
- Duczyński, Eduard von (1823–1861), österreichischer Offizier, Zeichner und Aquarellmaler